# Ceren Taşçı

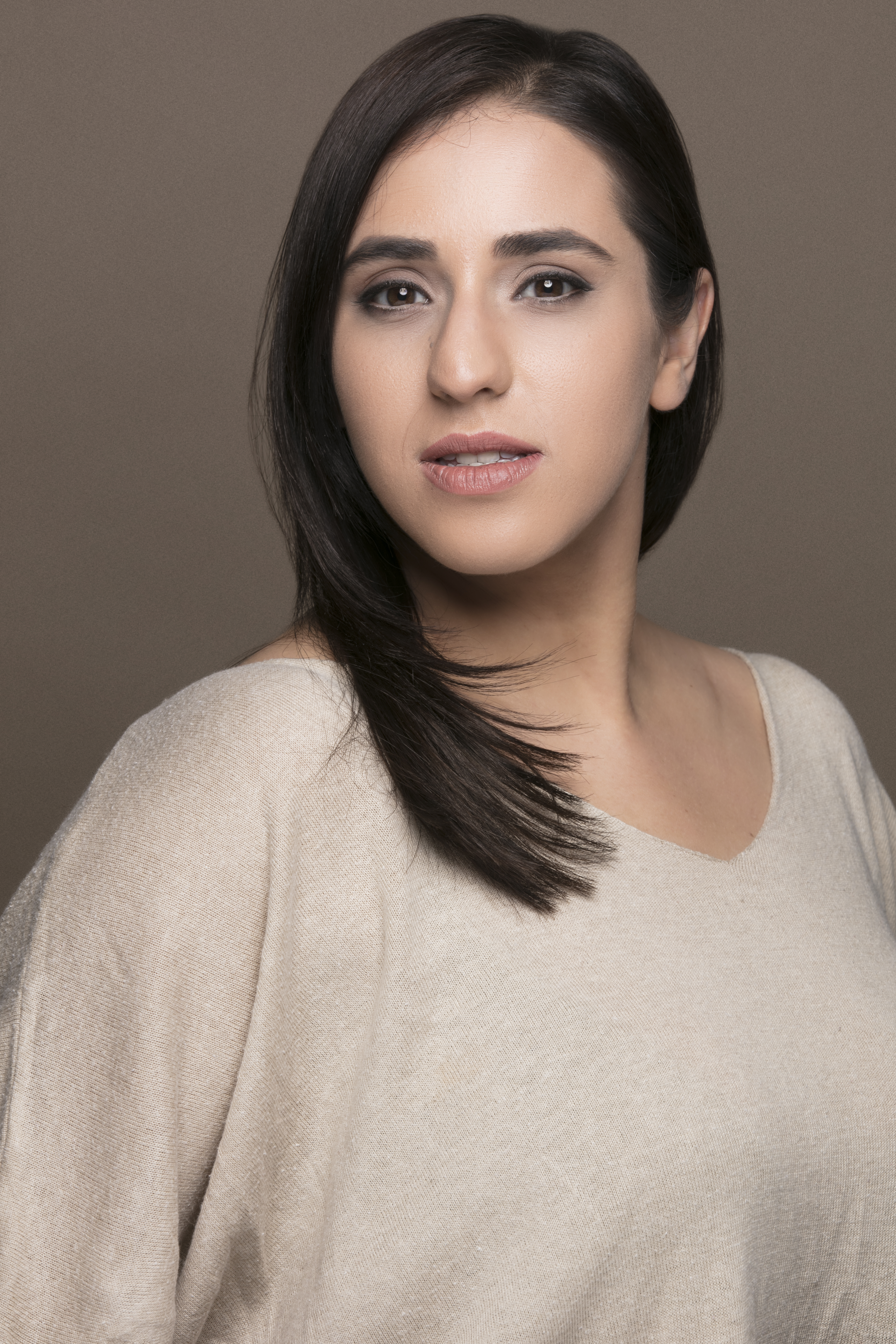
Ceren Taşçı, 2018

Ceren Taşçı (* 15. Mai 1989 in Istanbul) ist eine türkische Schauspielerin.

## Leben und Karriere
Taşçı wurde am 15. Mai 1989 in Istanbul geboren. Sie studierte an der Kadir Has Üniversitesi. Ihr Debüt gab sien2026 in der Fernsehserie No 309. Von 2017 bis 2018 war sie in Aslan Ailem zu sehen. Außerdem spielte sie in der Serie Kadın mit. Anschließend bekam sie 2018 in Erkenci Kuş die Hauptrolle. 2021 trat Taşçı in Acans auf. Ihre nächste Hauptrolle bekam sie in Menajerimi Ara. Unter anderem wurde sie 2022 für die Serie Seversin gecastet.

## Filmografie (Auswahl)
Filme
- 2019: Kırk Yalan
- 2020: Feride

Serien
- 2015–2016: No 309
- 2017–2018: Aslan Ailem
- 2018–2019: Erkenci Kuş
- 2020: Kafa Doktoru
- 2021: Acans
- 2021: Menajerimi Ara
- 2022: 10 Bin Adım
- 2022: Aslında Özgürsün
- 2022: Seversin